# Municipio de Sacapulas
Municipio de Sacapulas är en kommun i Guatemala.   Den ligger i departementet Departamento del Quiché, i den centrala delen av landet, 90 km nordväst om huvudstaden Guatemala City.